# Колбе, Александр Вильгельм
Александер Вильгельм Колбе (нем.  Alexander Wilhelm Kolbe; — 1860) — прусский офицер и филэллин, принявший участие в Наполеоновских войнах и Освободительной войне Греции.

## Биография
Александер Вильгельм Колбе (или Алекс Вильгельм Колбе, как он отмечен в архиве парламента Греции)
родился в Берлине. Не располагаем датой рождения, как и информацией о семье и его детских и юношеских годах.
Служил капралом в прусской армии (именно в этом звании он упоминается в архиве парламента Греции
и воевал против французов в период Наполеоновских войн.
Отличился в сражениях при Дрездене и при Ватерлоо, где был тяжело ранен.
Был одним из первых филэллинов прибывших в Грецию с началом Греческой революции в 1821 году и вступил в первый и единственный регулярный полк (в действительности батальон) армии повстанцев, в звании младшего лейтенанта. В составе полка (560 человек), в рядах которого было 93 иностранных филэллинов (в своём большинстве бывшими в прошлом офицерами), из них 52 немца, принял участие сражении при Пета, 4 июля 1822 года, где полк сражался героически, но был полностью разгромлен. Из 93 иностранцев-филэллинов выжили только 21.
Колбе был в числе выживших и после Пета уехал ненадолго в Германию, но вновь вернулся в Грецию в конце октября 1822 года, где успел принять участие в последнем этапе осады и взятия Нафплиона повстанцами.
Немецкий филэллин врач Э. Трайбер пишет что в декабре 1822 года он прибыл в Месолонгион в качестве представителя немецких филэллинов и сопровождая пожертвования филэллинских комитетов Германии.
Современный английский историк St Clair, William пишет, что Колбе вступил в т. н. «Германский легион», чьё создание было инициировано немецким гуманистом и эллинистом Ф. Тиршем.
Учитывая то что 6 декабря 1822 года в Грецию прибылии 115 немцев и швейцарцев под командованием грека барона Теохариса Кефаласа, а официальное создание Легиона датируется 14 января 1823 года, Колбе мог вступит в Легион не ранее января 1823 года.
В конечном итоге Легион не сумел оказать существенной помощи повстанцам. Его идеалисты волонтёры не были морально готовы к хаосу и условиям жизни и иррегулярной войны на месте, где не было ни государства ни (регулярной) армии, отсутствовало единое командование, что сопровождалось и междоусобицей, не были готовы к лишениям и голоду. Многие умерли от тифа, многие вернулись в Германию.
Немногие оставшиеся вступили в отряд созданный Байроном в Месолонгионе, откуда по просьбе Байрона, Колбе рассылал письма к остававшимся в стране немцам с просьбой прибыть в Месолонгион.
В 1823 году он принял участие в походе военачальника Никитараса на  Парнас против Дервиш-паши.
После повторной поездки в Дармштадт.. в январе 1824 года он вновь вернулся в Месолонгион вместе с прусским офицером Вильгельмом де Лонуа.
В походе против Омер-паши упоминается уже в звании капитана при штабе экспедиции.
После смерти Байрона (апрель 1824 года) в августе Колбе был назначен заместителем коменданта Месолонгиона.
Колбе принял участие в обороне города в период Третьей осады Месолонгиона.
Вместе с повстанцами и населением города он пережил голод и лишения, после чего принял участие в героической попытке прорыва осаждённых 10 апреля 1826 года (Эксодос). Из 3 тысяч живыми из прорыва вышли 1250 бойцов, 300 гражданских лиц и только 13 женщин.
В дальнейшем он принял участие в сражении при Арахове (ноябрь 1826 года). В сражении упоминается батарея 6 пушек и 2 мортир присланных повстанцам филэллинскими комитетами Германии, но нет информации если Колбе каким либо образом был связан с организацией этой батареи.
Когда правление в ещё не оформившемся и продожавющим сражаться государстве принял Иоанн Каподистрия, Колбе был назначен последовательно на несколько административных должностей в создаваемой регулярной армии, включая должность куратора армии и должность главного куратора флота.
Уже при правлении короля Оттона, в 1846 году, по неизвестной причине, он был демобилизован.
Колбе остался в Греции и умер на острове Порос в 1860 году. Не располагаем информацией если он создал семью и оставил потомков.